# General Alvarado partido
General Alvarado egy partido (körzet) Argentínában a Buenos Aires tartományban. A fővárosa Miramar.

## Települések
| - Miramar - Mar del Sur - Comandante Nicanor Otamendi | - Mechongué - Centinela del Mar |